# Molophilus (Molophilus) terrayi
Molophilus (Molophilus) terrayi is een tweevleugelige uit de familie steltmuggen (Limoniidae). De soort komt voor in het Palearctisch gebied.